# UNCAF Nations Cup 1999
The UNCAF Nations Cup 1999 was de 5e editie van de UNCAF Nations Cup, het voetbaltoernooi dat gehouden wordt voor leden van de UNCAF. De eerste 3 landen plaatsen zich voor de CONCACAF Gold Cup van 2000. De nummer 4 plaatst zich voor de Kwalificatieronde. Het toernooi zou worden gehouden in Costa Rica en het thuisland zou voor de derde keer het toernooi winnen.

## Deelnemende landen
6 landen van de UNCAF namen deel.
| Groep A    | Groep A | Groep A              | Groep B     | Groep B | Groep B                  |
| Land       | Aantal  | Beste resultaat      | Land        | Aantal  | Beste resultaat          |
| ---------- | ------- | -------------------- | ----------- | ------- | ------------------------ |
| Belize     | 2e      | groepsfase (1995)    | El Salvador | 5e      | Derde (1991, 1995, 1997) |
| Costa Rica | 5e      | Winnaar (1991, 1997) | Guatemala   | 4e      | Tweede (1993, 1997)      |
| Honduras   | 5e      | Winnaar (1993, 1995) | Nicaragua   | 2e      | groepsfase (1997)        |

## Speelstad
| San José Estadio Nacional de Costa Rica |
| --------------------------------------- |
|                                         |
| · San José                              |

## Groepsfase

### Groep A
| Land       | Wed | Win | Gel | Ver | DV | DT | +/− | Pnt |
| ---------- | --- | --- | --- | --- | -- | -- | --- | --- |
| Honduras   | 2   | 2   | 0   | 0   | 6  | 1  | +5  | 6   |
| Costa Rica | 2   | 1   | 0   | 1   | 7  | 1  | +6  | 3   |
| Belize     | 2   | 0   | 0   | 2   | 1  | 12 | −11 | 0   |

|                                  |                                                                     |       |        |                            |
| 17 maart 1999 «onderlinge duels» | Costa Rica                                                          | 7 – 0 | Belize | Estadio Nacional, San José |
| 17 maart 1999 «onderlinge duels» | Wanchope 2' Fonseca 17', 72' Ledezma 27', 32' Soto 54' Drummond 79' |       |        | Estadio Nacional, San José |

|                                  |                                                              |       |            |                            |
| 19 maart 1999 «onderlinge duels» | Honduras                                                     | 5 – 1 | Belize     | Estadio Nacional, San José |
| 19 maart 1999 «onderlinge duels» | Caballero 13' Nunez 34' Guevara 65' Ramírez 77' Benguché 85' |       | Garcia 57' | Estadio Nacional, San José |

|                                  |           |       |            |                            |
| 21 maart 1999 «onderlinge duels» | Honduras  | 1 – 0 | Costa Rica | Estadio Nacional, San José |
| 21 maart 1999 «onderlinge duels» | Pavon 14' |       |            | Estadio Nacional, San José |

### Groep B
| Land        | Wed | Win | Gel | Ver | DV | DT | +/− | Pnt |
| ----------- | --- | --- | --- | --- | -- | -- | --- | --- |
| Guatemala   | 2   | 1   | 1   | 0   | 2  | 1  | +1  | 4   |
| El Salvador | 2   | 1   | 1   | 0   | 2  | 1  | +1  | 4   |
| Nicaragua   | 2   | 0   | 0   | 2   | 0  | 2  | –2  | 0   |

|                                  |            |       |           |                            |
| 17 maart 1999 «onderlinge duels» | Guatemala  | 1 – 0 | Nicaragua | Estadio Nacional, San José |
| 17 maart 1999 «onderlinge duels» | Rhodes 51' |       |           | Estadio Nacional, San José |

|                                  |           |       |              |                            |
| 19 maart 1999 «onderlinge duels» | Guatemala | 1 – 1 | El Salvador  | Estadio Nacional, San José |
| 19 maart 1999 «onderlinge duels» | Ruiz 27'  |       | Corrales 21' | Estadio Nacional, San José |

|                                  |              |       |           |                            |
| 21 maart 1999 «onderlinge duels» | El Salvador  | 1 – 0 | Nicaragua | Estadio Nacional, San José |
| 21 maart 1999 «onderlinge duels» | Corrales 34' |       |           | Estadio Nacional, San José |

## Finalegroep
| Betekenis van de kleuren                          |
| ------------------------------------------------- |
| Kampioen geplaatst voor de CONCACAF Gold Cup 2000 |
| Geplaatst voor de CONCACAF Gold Cup 2000          |
| Geplaatst voor de kwalificatieronde               |

| Land        | Wed | Win | Gel | Ver | DV | DT | +/− | Pnt |
| ----------- | --- | --- | --- | --- | -- | -- | --- | --- |
| Costa Rica  | 3   | 2   | 0   | 1   | 6  | 2  | +4  | 6   |
| Guatemala   | 3   | 2   | 0   | 1   | 3  | 1  | +2  | 6   |
| Honduras    | 3   | 2   | 0   | 1   | 5  | 4  | +1  | 6   |
| El Salvador | 3   | 0   | 0   | 3   | 1  | 8  | –7  | 0   |

|                                  |             |       |           |                                                             |
| 24 maart 1999 «onderlinge duels» | Costa Rica  | 1 – 0 | Guatemala | Estadio Nacional, San José Scheidsrechter: León Padró Borja |
| 24 maart 1999 «onderlinge duels» | Fonseca 34' |       |           | Estadio Nacional, San José Scheidsrechter: León Padró Borja |

|                                  |                            |       |                 |                                                       |
| 24 maart 1999 «onderlinge duels» | Honduras                   | 3 – 1 | El Salvador     | Estadio Nacional, San José Scheidsrechter: Noel Bynoe |
| 24 maart 1999 «onderlinge duels» | Núñez 44', 77' Ramírez 90' |       | Quintanilla 62' | Estadio Nacional, San José Scheidsrechter: Noel Bynoe |

|                                  |            |       |             |                                                       |
| 26 maart 1999 «onderlinge duels» | Guatemala  | 1 – 0 | El Salvador | Estadio Nacional, San José Scheidsrechter: Noel Bynoe |
| 26 maart 1999 «onderlinge duels» | García 55' |       |             | Estadio Nacional, San José Scheidsrechter: Noel Bynoe |

|                                  |             |       |                                 |                                                             |
| 26 maart 1999 «onderlinge duels» | Costa Rica  | 1 – 2 | Honduras                        | Estadio Nacional, San José Scheidsrechter: León Padró Borja |
| 26 maart 1999 «onderlinge duels» | Fonseca 36' |       | Clavasquín 10' (pen.) Pavón 75' | Estadio Nacional, San José Scheidsrechter: León Padró Borja |

|                                  |                                                   |       |             |                                                                                |
| 28 maart 1999 «onderlinge duels» | Costa Rica                                        | 4 – 0 | El Salvador | Estadio Nacional, San José Toeschouwers: 10.000 Scheidsrechter: Oscar Bardales |
| 28 maart 1999 «onderlinge duels» | Bryce 13' Row 42' Fonseca 46' Wanchope 53' (pen.) |       |             | Estadio Nacional, San José Toeschouwers: 10.000 Scheidsrechter: Oscar Bardales |

|                                  |          |                     |           |                                                                                  |
| 28 maart 1999 «onderlinge duels» | Honduras | 0 – 2               | Guatemala | Estadio Nacional, San José Toeschouwers: 10.000 Scheidsrechter: Rafael Rodríguez |
| 28 maart 1999 «onderlinge duels» |          | Rodas 8' Machón 89' |           | Estadio Nacional, San José Toeschouwers: 10.000 Scheidsrechter: Rafael Rodríguez |

| Kampioen UNCAF Nations Cup 1999 |
| ------------------------------- |
|                                 |
| COSTA RICA 3e titel             |